# 성신양회
성신양회(星信洋灰)는 대한민국의 시멘트 및 레미콘 제조 회사이다. 1967년 3월 성신화학 주식회사로 창립되었다.

## 연혁

### 1960년대
- 1967년 3월 성신화학 주식회사 창립
- 1968년 3월 단양 시멘트 공장 건설기공
- 1969년 12월 단양 시멘트 공장 준공

## 계열사
- 베트남 하노이 성신VINA
  - 설립일: 2010년 6월
  - 주요 사업: 레미콘 제조
  - 상장 여부: 비상장
  - 자본금: 12,227,208,000원
  - 직전사업연도말 자산 총액: 21,481,171,000원
  - 지분: 100.00%(성신양회(주))
- 미얀마 양곤 미얀마 성신
  - 설립일: 2014년 5월
  - 주요 사업: 레미콘 품질관리 컨설팅
  - 상장 여부: 비상장
  - 자본금: 102,278(단위: 천원)
  - 직전사업연도말 자산 총액: 128,575(단위: 천원)
  - 지분: 100.00%(성신양회(주))

## 테마주
세종시에 공장을 보유하고 있다는 이유로 세종시 행정수도 이전 정책에 따른 수혜주로 여겨지고 있다.